# Oulophyllia crispa
Oulophyllia crispa är en korallart som först beskrevs av Jean-Baptiste Lamarck 1816.  Oulophyllia crispa ingår i släktet Oulophyllia och familjen Faviidae. IUCN kategoriserar arten globalt som nära hotad. Inga underarter finns listade i Catalogue of Life.